# José María Aldao
José María Aldao (Rosario, 8 de abril de 1871 – Buenos Aires, 16 de noviembre de 1943 o 1963) fue un político argentino.
José María Luis del Corazón de Jesús Aldao-Nicolorich fue el octavo hijo de Camilo Aldao (militar) y de Inés Nicolorich. Cursó sus estudios primarios y secundarios en el Colegio Comercial Anglicano Argentino ―fundado en 1884 por el docente británico Isaac Newell (1853-1907)―, institución que a la postre albergaría al club de fútbol Newell's Old Boys (fundado en 1903), de la ciudad de Rosario, donde transcurrió su infancia y juventud.
En 1892, su familia lo designó apoderado y administrador de la sucesión Aldao en Colonia Elisa. Se dedicó a la venta y cobranza de las tierras, fundó y organizó el pueblo Camilo Aldao (del que fungió como presidente de la comisión municipal. Inauguró las primeras instituciones públicas: comisaría, juzgado de paz, comisión de fomento, registro civil, escuela oficial. Permaneció en Camilo Aldao durante seis años.
Las crónicas del lugar mencionan que hacia el 1900 la estancia Las Cañas era atendida por un tal Ernesto Casas «a quien le placía jugar a los naipes con su vecino José María Aldao».
En 1903 Aldao renunció como administrador de la testamentaria de Camilo Aldao por peleas con sus hermanos y cuñados.
Se mudó a la ciudad de Córdoba, donde ocupó la gerencia de la Compañía General de Electricidad. En 1916 se mudó a Buenos Aires, donde actuó como «representante financiero» de la provincia de Córdoba.
En 1919 se mudó a Londres (Inglaterra) como representante financiero y comercial de la Compañía Anglo Argentina de Electricidad.
Se convirtió en representante del Gobierno argentino en gestiones comerciales relacionadas con la instalación de surtidores y tanques para combustibles y con la compra de barcos mercantes para la Armada argentina.
En 1922 ―a los 50 años― ocupó durante ocho años el cargo de cónsul general en Londres (Reino Unido).
En 1930 retornó a Buenos Aires, donde vivió de rentas durante más de una década.
Murió en esa ciudad el 16 de noviembre de 1943, a los 72 años.
Sus restos fueron trasladados al panteón familiar en el cementerio El Salvador de la ciudad de Rosario. Dos décadas después, el 29 de agosto de 1964, fue enterrado definitivamente en el cementerio de Camilo Aldao.

## Legado
En Rosario existe una Escuela de Comercio «José María Aldao».

## Otro político José María Aldao
Existió también un José María Aldao que fue presidente de la Cámara de Diputados de la provincia de Córdoba en cuatro oportunidades entre 1843 y 1851.